# Youssouf Arouna
Youssouf Arouna (* im 20. Jahrhundert) ist ein beninischer Fußballspieler. Seine Stammposition ist unbekannt.
Der Spieler bestritt 1992 und 1993 mindestens drei Partien für die beninische Fußballnationalmannschaft, u. a. in der Qualifikation zur Fußballweltmeisterschaft 1994. Dabei erzielte er mindestens ein Tor.